# Сімент-Сіті (Мічиган)
Сімент-Сіті (англ. Cement City) — селище (англ. village) в США, в округах Ленаві і Джексон штату Мічиган. Населення — 424 особи (2020).

## Географія
Сімент-Сіті розташований за координатами 42°4′6″ пн. ш. 84°19′38″ зх. д. / 42.06833° пн. ш. 84.32722° зх. д. (42.068351, -84.327252).  За даними Бюро перепису населення США в 2010 році селище мало площу 2,43 км², з яких 2,34 км² — суходіл та 0,09 км² — водойми.

## Демографія
Згідно з переписом 2010 року, у селищі мешкало 438 осіб у 174 домогосподарствах у складі 115 родин. Густота населення становила 180 осіб/км².  Було 187 помешкань (77/км²).
Расовий склад населення:
| - 95,7 % — білих - 0,7 % — азіатів - 1,1 % — осіб інших рас |

До двох чи більше рас належало 2,5 %. Частка іспаномовних становила 2,5 % від усіх жителів.
За віковим діапазоном населення розподілялося таким чином: 24,7 % — особи молодші 18 років, 61,4 % — особи у віці 18—64 років, 13,9 % — особи у віці 65 років та старші. Медіана віку мешканця становила 40,4 року. На 100 осіб жіночої статі у селищі припадало 103,7 чоловіків;  на 100 жінок у віці від 18 років та старших — 108,9 чоловіків також старших 18 років.
Середній дохід на одне домашнє господарство  становив 53 960 доларів США (медіана — 41 964), а середній дохід на одну сім'ю — 58 291 долар (медіана — 42 386). Медіана доходів становила 41 250 доларів для чоловіків та 28 500 доларів для жінок. За межею бідності перебувало 9,9 % осіб, у тому числі 12,0 % дітей у віці до 18 років та 7,1 % осіб у віці 65 років та старших.
Цивільне працевлаштоване населення становило 210 осіб. Основні галузі зайнятості: виробництво — 27,1 %, освіта, охорона здоров'я та соціальна допомога — 22,4 %, мистецтво, розваги та відпочинок — 12,4 %, будівництво — 7,6 %.